# Open Network Platform
Open Network Platform (ONP) — инициатива корпорации Intel по созданию унифицированной открытой архитектуры для сложных высокопроизводительных вычислительных систем и дата-центров. Сетевая часть архитектуры при этом опирается на такие современные тенденции построения сети как SDN и NFV. Продвижением этой инициативы занимается специально созданный альянс Open Networking Foundation (ONF), в который входят многие крупные производители сетевого оборудования, в том числе Alcatel-Lucent, Cisco, Dell, Ericsson, Extreme Networks, HPE, Huawei, IBM, Intel, Juniper Networks.
В 2013 году был представлен эталонный дизайн для коммутатора в рамках платформы Intel ONP, а в 2014 году его дополнил эталонный дизайн для сервера.

## Коммутатор

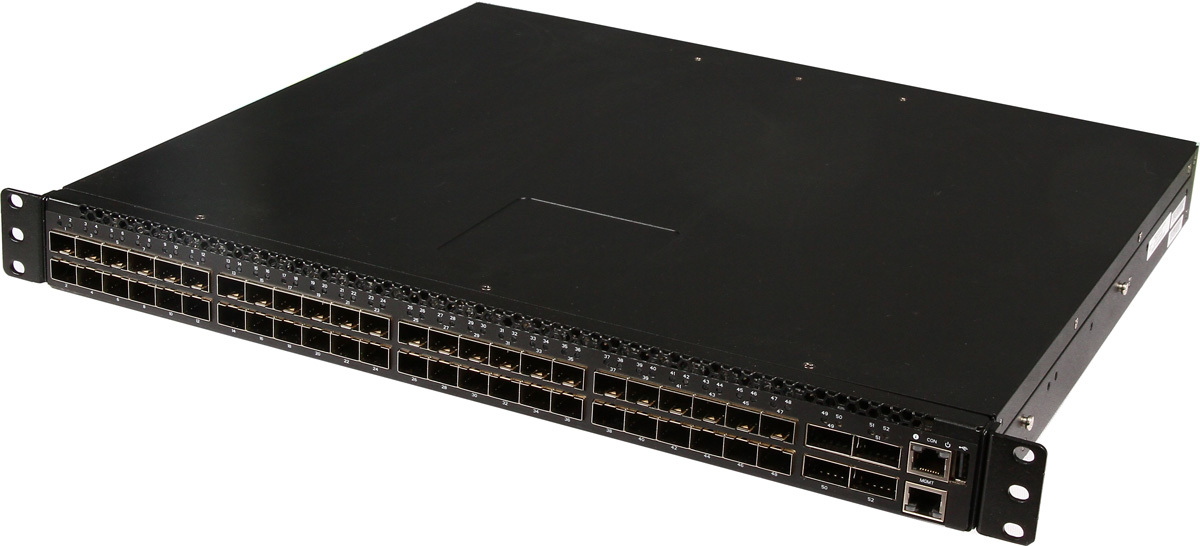
Референсный дизайн коммутатора Intel ONP

Программное обеспечение коммутатора в рамках данной инициативы называется Open Network Software (ONS), подразумевается использование открытой сетевой операционной системы на базе Wind River Linux. Intel ONS позволяет реализовать ключевые сетевые функциональные возможности, а также модульную структуру управления и интерфейс управления с поддержкой стандартов SDN (OpenFlow и Open vSwitch). Общие открытые программируемые интерфейсы обеспечивают автоматизацию управления сетью и координацию серверной и коммутаторной составляющей общей системы, что позволяет создавать защищенные, гибкие и экономически эффективные сервисы.
Аппаратно эталонный коммутатор представляет собой устройство с 48 портами 10G SFP+ и 4 портами 40G QSFP+. За обеспечение коммутационных возможностей отвечает коммутационная матрица Intel (ранее — Fulcrum Microsystems) Alta FM6000. Она обеспечивает коммутатору производительность на уровне 1280 Гбит/с (или 960 МТ/с), при этом удерживая задержку коммутации на уровне ниже 400 нс. В остальном коммутатор весьма схож с современными серверами — он выполнен на процессоре intel Xeon E3 и оснащен 4 ГБ оперативной памяти DDR3 и 8 ГБ флеш-памяти.

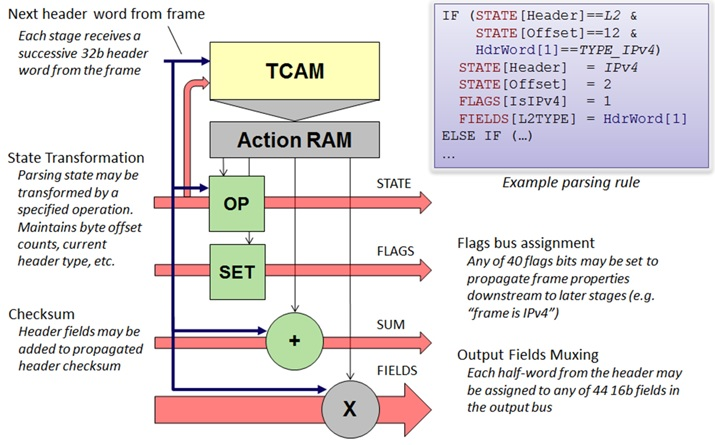
Технология Flexpipe в матрице FM6000

Особый интерес представляет устанавливаемая в коммутаторы матрица FM6000 за счет технологии Flexpipe — крайне гибкого обработчика пакетов, работающего как с традиционными пакетами, так и с пакетами OpenFlow.
Поскольку платформа является открытой, а имеющийся к ней API обеспечивает очень широкий спектр возможностей, вплоть до создания собственных протоколов, то одним из популярных вариантов её использования является создание на её основе решений «под себя».
Основные сетевые возможности эталонного дизайна:
- L2: Port-based VLAN, 802.1Q VLAN, IGMP snooping, LACP, Storm Control, STP/RSTP/MSTP, Q-in-Q, QoS/DiffServ, L2/L3/L4 ACL, LLDP (802.1ab)
- L3: VLAN routing, OSPF, ECMP, ARP, IGMP, PIM-SM, VRRP, OSPF, BGP
- Функции уровня ЦОД: 802.1Qaz (ETS), 802.1Qbb (PFC), DCBX, VM Tracer, EVB/802.1Qbg, OpenFlow v1.0, VXLAN, NVGRE

## Сервер
Эталонная серверная платформа имеет кодовое название Sunrise Trail, и создана на базе процессоров Intel Xeon, сетевого контроллера Intel 82599 и набора микросхем Intel серии 89xx. ONP Server Reference Design позволяет реализовывать виртуальные серверы на базе традиционной архитектуры Intel, с использованием открытых стандартов SDN и NFV. Базовыми принципами при создании платформы стало соответствие промышленным стандартам ETSI и ONF, а также поддержка стандартов в рамках платформы OpenStack, таких как OpenDaylight, OpenFlow, 01.org, Open vSwitch.
Предполагается, что в дальнейшем эталонная платформа будет получать обновления с выходом новых поколений процессоров и наборов микросхем.